# Naaman (Sohn Benjamins)
Naaman war laut biblischer Überlieferung im Alten Testament als einer von zehn Söhnen Benjamins der Stammvater des Geschlechts der Naamiter. Erwähnungen finden sich in Gen 46,21 , Num 26,40  und 1 Chr 8,4.7 .